# 狗國增二
狗國增二（人馬座θ2）是黃道星座人馬座中一顆單獨的恆星 。它的視星等為 +5.30等，在足夠黑暗的場所肉眼隱約可見。這顆恆星正以每秒17.60公里的徑向速度朝向太陽接近。根據從地球測得年周視差20.62mas的數值，它與太陽的距離是158光年。
狗國增二光譜的類型是A4/A5IV，估計它的年齡為8億900萬年，是一顆演化至[A-型星|A型]]的次巨星。它被懷疑是一顆Am星，因為至少在1992年的觀測週期上，經光度測量是顆變星。估計它的質量是太陽的1.93倍，輻射是太陽的14倍，來自光球的有效溫度是8,113K。它自轉的投影自轉速度是每秒45.2公里。
狗國增二有一對目視伴星。伴星B的視星等11.3等，在2000年的角距離為32.8弧秒，位置角165°；伴星C在1965年與B的距離為1.5弧秒，位置角104度。但這兩者與狗國增二都沒有物理上的實質關係。